# Aldehuela de Liestos
Aldehuela de Liestos – gmina w Hiszpanii, w prowincji Saragossa, w Aragonii, o powierzchni 38,04 km². W 2011 roku gmina liczyła 51 mieszkańców.